# Aschanska villan
Aschanska villan (uttalas askanska villan) ritades av Ragnar Östberg och byggdes 1906 som bostad för överste Wilhelm Aschan (uttal: [asˈkɑ:n]), som var chef för Norrlands dragonregemente som 1901 lokaliserats till Umeå.
Villan är byggd i trä med naturstenssockel men med samma storslagna stil som Scharinska villan, med bågformigt utskjutande fönster: Ursprungligen var de spröjsade i små rutor. Stilen är nationalromantisk och dess brutna tak ses som stilbildande för byggnader i centrala Umeå. Den förklarades 1980 som byggnadsminne.
Achanska villan ligger vid Strandgatan längs Umeälven mitt i Umeå centrum. Under lång tid innehades huset av Umeå Fabriks- och Hantverksförening, varför det även kallas Hantverkshuset. Numera inhyser villan bland annat en restaurang.
Att det är något alldeles speciellt med husen understryks inte minst i denna måleriska och romantiska beskrivning från Umeå Fabriks- och Hantverksförenings jubileumsbok 1947. Föreningen ägde huset under åren 1942-1990.
| ”                                                        | Köpet av den Hallströmska villan vid Strandgatan flyttade den traditionsrika föreningen in i en av stadens vackraste byggnader, ritad av stadshusets berömde skapare, professor Ragnar Östberg. Den är en liten arkitektonisk pärla, inkomponerad för sitt läge i backen mot den öppna älvdalens flödande solljus, dess gröna plåttak och röda ytterväggar på en mot älven dekorativt hög gråstenssockel gör den till ett förtjusande föreningshus, till en naturlig drivbänk för kultur, god smak och harmonisk samvaro. De tre ljusflödande salongerna ha också blivit uppskattade lokaler för allahanda sammankomster, årsmöten, fester och utställningar. Konstlivet frodas i alldeles särskild grad inom dess väggar liksom det gjorde i det gamla hantverkshuset, och de många konstutställningarna har gjort salarna till kulturens träffpunkt alldeles vid sidan om föreningens egen kulturvårdande uppgift. Advokat Sven Hallström, som utbjudit sin villa, hann höja sitt anbud till 130.000 kr innan föreningen bestämde sig. | „ |
| – Umeå Fabriks- och Hantverksförenings Jubileumsbok 1947 | |   |

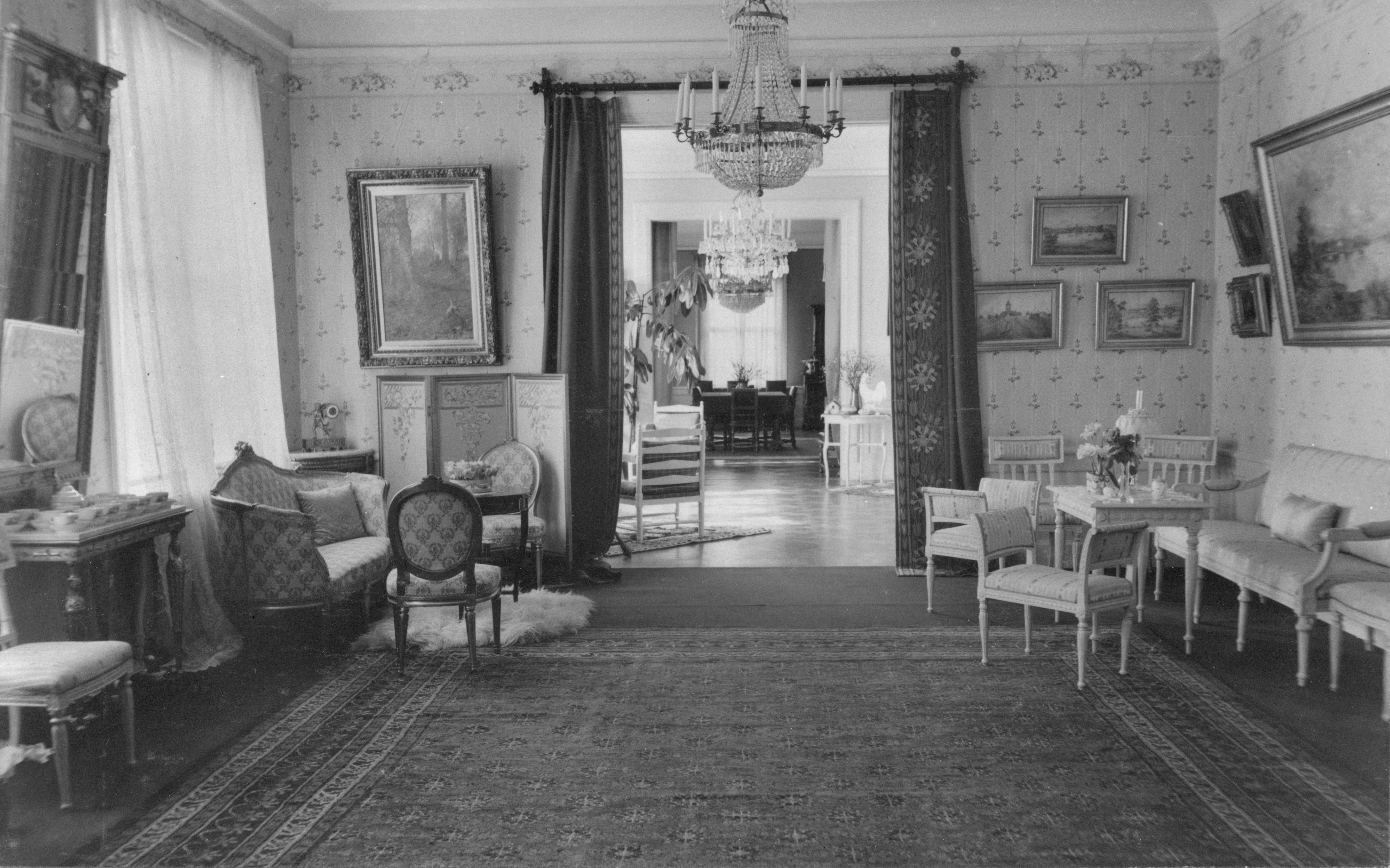
Interiörbild från överste Aschans hem 1916
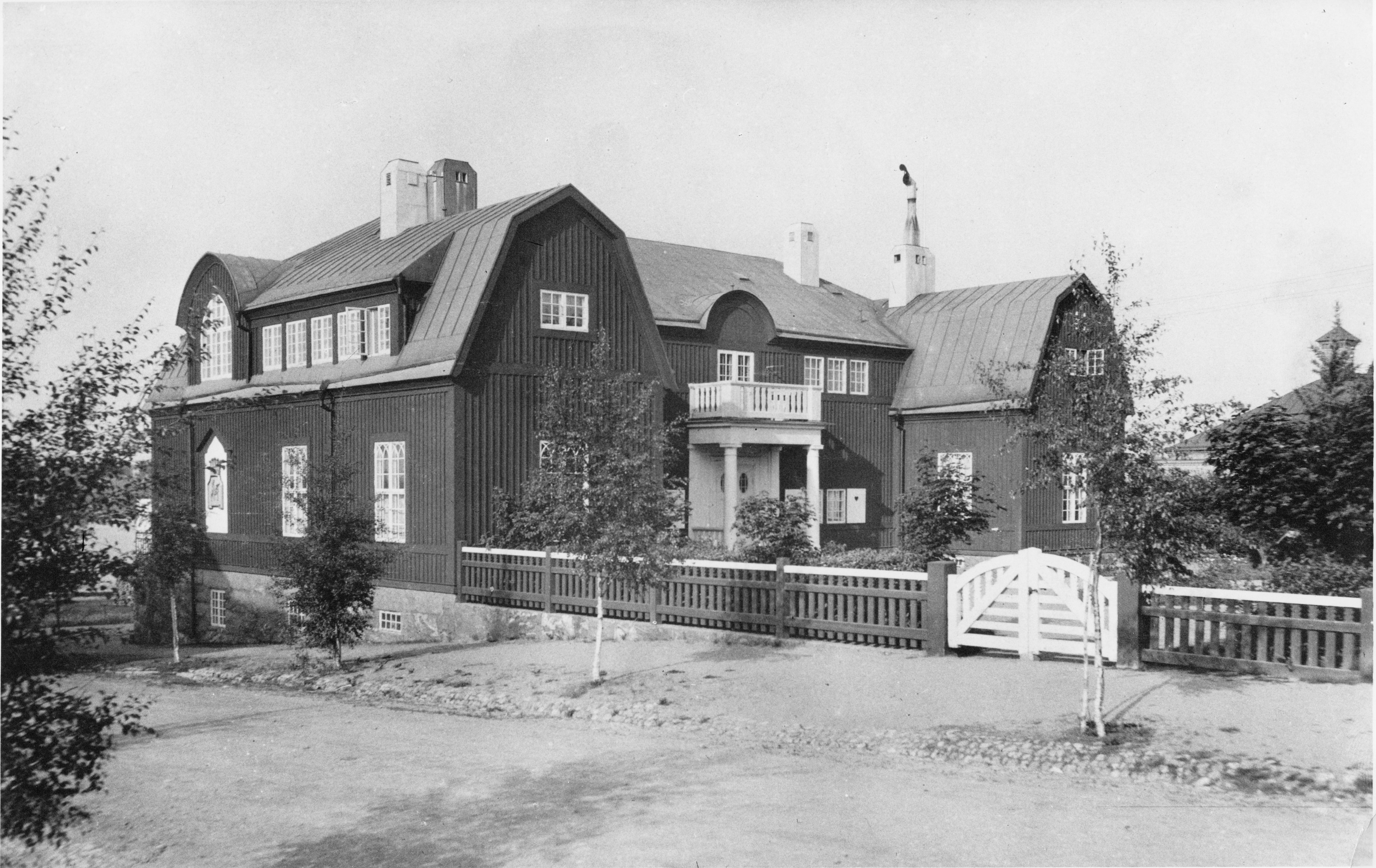
Exteriörbild från Vasagatan 1916